# Långskär (sydost Kökar, Åland)
Långskär är en ö i Åland (Finland). Den ligger i Skärgårdshavet och i kommunen Kökar i landskapet Åland, i den sydvästra delen av landet. Ön ligger omkring 66 kilometer öster om Mariehamn och omkring 220 kilometer väster om Helsingfors.
Öns area är 6,1 hektar och dess största längd är 0,6 kilometer i sydväst-nordöstlig riktning.